# فرانك أوستن (ممثل)
فرانك أوستن (بالإنجليزية: Frank Austin)‏ مواليد 9 أكتوبر 1877 في ميزوري، الولايات المتحدة - الوفاة 13 مايو 1954 في لوس أنجلوس، هو ممثل أمريكي بدأ مسيرته الفنية سنة 1917. شارك في قرابة 120 فلما. امتدت مسيرته الفنية لأكثر من 33 عاما. من أعماله فتاة سيئة.

## روابط خارجية
- فرانك أوستن على موقع IMDb (الإنجليزية)
- فرانك أوستن على موقع ألو سيني (الفرنسية)
- فرانك أوستن على موقع أول موفي (الإنجليزية)
- فرانك أوستن على موقع قاعدة بيانات الأفلام السويدية (السويدية)
- فرانك أوستن على موقع قاعدة بيانات الفيلم (الإنجليزية)
- فرانك أوستن على موقع كينوبويسك (الروسية)